# Marijn Veen
Marijn Veen (18 november 1996) is een Nederlands hockeyster die als aanvaller speelt. Veen speelde tot 2017 voor Kampong en komt tegenwoordig uit voor Amsterdam. In november 2018 debuteerde ze in het Nederlands team dat de 23e editie van de Champions Trophy won. Veen werd topscorer van dat toernooi met 5 doelpunten.

## Erelijst
- Olympische Jeugdzomerspelen 2014
- Wereldkampioenschap indoor hockey 2018
- Champions Trophy 2018
- Europees kampioenschap 2019
- Europees kampioenschap 2023
- Olympische spelen 2024 in Parijs

Felice Albers ·  
Joosje Burg  ·  
Pien Dicke ·  
Luna Fokke ·  
Yibbi Jansen ·  
Marleen Jochems ·  
Sanne Koolen ·  
Renée van Laarhoven ·  
Frédérique Matla ·  
Freeke Moes ·  
Laura Nunnink ·  
Lisa Post ·  
Pien Sanders ·  
Marijn Veen ·  
Anne Veenendaal (K) ·  
Maria Verschoor ·  
Xan de Waard  ·  
Coach: Paul van Ass